# Sveinsdóttir (cràter)
Sveinsdóttir és un cràter d'impacte en el planeta Mercuri de 212,79 km de diàmetre. Porta el nom de la pintora islandesa Júlíana Sveinsdóttir (1889-1966), i el seu nom va ser aprovat per la Unió Astronòmica Internacional el 2008.
El cràter Sveinsdóttir, superposat per Beagle Rupes, és una característica distintiva del paisatge de Mercuri. De forma inusual el·líptica (212 × 120 km), el cràter va ser produït per l'impacte d'un objecte que va colpejar la superfície de Mercuri de manera obliqua. El sòl de Sveinsdóttir va ser posteriorment cobert per planes suaus de material i deformat per dorsa abans que aparegués l'escarpat.
Amb més de 600 km de longitud i una de les falles escarpades més importants del planeta, el Beagle Rupes senyala l'expressió superficial d'una gran falla d'encavalcament que es creu que es va formar quan es va refredar Mercuri i es va encongir tot el planeta. El Beagle Rupes travessa el cràter Sveinsdóttir i ha aixecat la part oriental (part del costat dret) del sòl del cràter en gairebé 1 km, indicant que la major part de l'activitat de falla en Beagle Rupes es va produir després de l'impacte que va crear Sveinsdóttir. Els creuaments transversals com aquest s'utilitzen per entendre la seqüència en el temps dels diferents processos que han afectat l'evolució de Mercuri.